# صانع الساعات
صانع الساعات هو الحرفي الماهر الذي يقوم بصناعة وإصلاح الساعات. الآن وبعد أن أصبحت كل الساعات تصنع في المصانع، اقتصر دور صانعي الساعات المعاصرين على إصلاح الساعات. يعمل صانعو الساعات المعاصرين أحيانًا في متاجر المجوهرات والقطع القديمة. يجب أن يكون صانع الساعات قادرًا على قراءة التصميمات والتعليمات الخاصة بالعديد من أنواع الساعات، ليتمكن من القدرة على إصلاح وصنع الأجزاء التالفة في أي ساعة.